# Tropidophoxinellus
Tropidophoxinellus é um género de peixe actinopterígeo da família Cyprinidae.
Este género contém as seguintes espécies:
- Tropidophoxinellus hellenicus (Stephanidis, 1971)
- Tropidophoxinellus spartiaticus (Schmidt-Ries, 1943)